# Тріоль

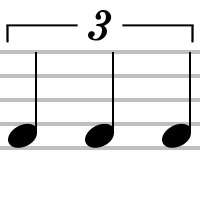
Тріоль з трьох четвертних нот

Тріоль (фр. triolet) — група з трьох нот однакової тривалості, яка в сумі за часом звучання дорівнює двом нотам того ж написання. Виникає в разі, коли часовий інтервал, у поточному розмірі займаний двома нотами, необхідно розділити на три рівні частини. У тріоль замість ноти може входити пауза тієї ж тривалості або дві ноти вдвічі меншої тривалості тощо.
У нотному записі для позначення тріолі ставиться цифра 3 над (або під) групою нот, об'єднаних спільною рискою або квадратною дужкою за відсутності загальної риски (приклад: четвертна + восьма в контексті тріолі).
У класико-романтичній музиці тріольний поділ — найпоширеніший спосіб особливого («ірраціонального») поділу ритмічних тривалостей.

## Посилання

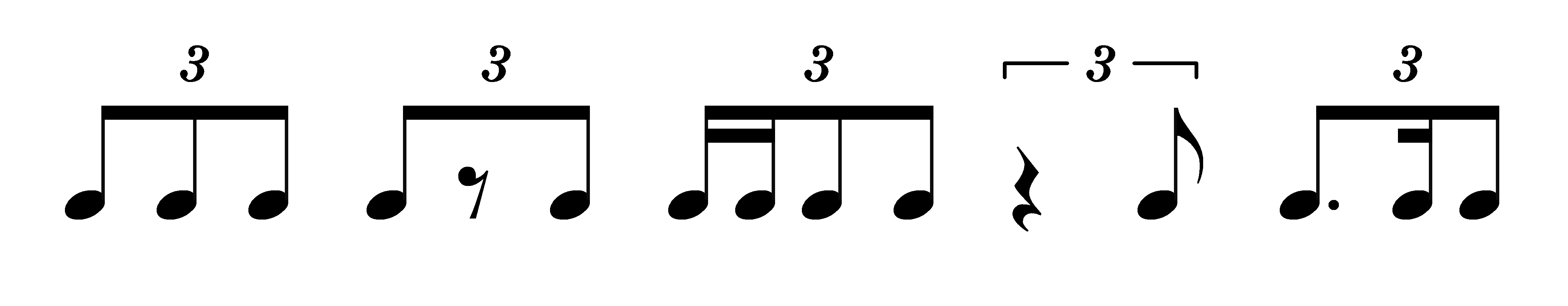
Різні комбінації нот і пауз у тріолі